# Hans Forester
Hans Forester, auch Hans Zborowski, (geboren als Hans Lissner 17. April 1902 in Posen, Deutsches Reich; gestorben 25. Dezember 1976 in Frankfurt am Main) war ein deutscher Richter.

## Leben
Hans Lissner wurde in eine jüdische Familie geboren, konvertierte aber 1908 zum Protestantismus, 1920 zum Katholizismus. Er war ein Sohn des Kaufmanns Julius Lissner (1871–1931) und der Jenny Auerbach (1875–1952), er hatte einen Bruder und eine Halbschwester. Die Ehe der Eltern wurde 1903 geschieden, 1920 erhielt er den Familiennamen seines Stiefvaters, des Berliner Rechtsanwalts Stefan de Zborowski.
Zborowski studierte Rechtswissenschaften und machte 1924 das Erste Staatsexamen. Er wurde 1928 zum Assessor ernannt und bei Gerichten in Berlin und in Neuruppin eingesetzt. Nach der Machtübergabe an die Nationalsozialisten erhielt er im November 1933 ein Berufsverbot. Er arbeitete bis 1934 im Rechtsanwaltsbüro seines Stiefvaters und danach als kaufmännischer Angestellter in Berliner Unternehmen. Zborowski heiratete 1935 Edith Philip (1913–1945). Ihnen gelang 1939 die Flucht nach England. Seine Mutter überlebte die deutsche Judenverfolgung und Haft im Ghetto Theresienstadt und emigrierte nach der Befreiung 1945 nach England, sein Bruder Siegmund Lissner wurde 1943 im Vernichtungslager Majdanek ermordet.
Zborowski geriet nach Kriegsbeginn als Enemy Alien in Internierungshaft und wurde dann Angehöriger des Royal Pioneer Corps. Ab 1945 arbeitete er als kaufmännischer Angestellter beim britischen Textilunternehmen Silkella in London und nannte sich nun Hans Forester. 1947 erhielt er die britische Staatsbürgerschaft.
Forester war in zweiter Ehe von 1946 bis 1959 mit Shirley Sangster verheiratet, sie hatten eine Tochter. 1959 heiratete er die Richterin am Landgericht Frankfurt Christel Decken.
Forester kehrte 1953 nach Deutschland zurück und wurde 1954 Amtsgerichtsrat in Frankfurt am Main, 1956 Landgerichtsdirektor beim Landgericht Frankfurt am Main, 1957 Vorsitzender des 1. Großen Strafkammer. Er wurde im Januar 1963 zum Senatspräsidenten am Oberlandesgericht Frankfurt am Main ernannt.
Laut Geschäftsplan war er 1963 als Vorsitzender Richter des Auschwitz-Prozesses vorgesehen. Er leitete im Oktober 1963 ein Befangenheitsverfahren gegen sich selbst ein, da er Verwandte unter den Opfern des Holocaust hatte, und so rückte der zunächst als Beisitzender Richter vorgesehene Hans Hofmeyer in diese Position.
Nach seiner Pensionierung arbeitete Forester noch als Treuhänder einer Hypothekenbank.